# Clémence Beikes
Clémence Marguerite Colette Beikes (Grande-Synthe, 19 ottobre 1983) è un'ex cestista francese.
Alta 177 cm, giocava come guardia.

## Carriera
Con la Francia ha disputato i Giochi olimpici di Londra 2012, due edizioni dei Campionati mondiali (2006, 2010) e due dei Campionati europei (2007, 2011).